# Geschübe
Das Geschübe oder auch „geschoben“ ist eine Konstruktionsweise, die an verschiedenen Bauteilen und Baugruppen von Rüstungen benutzt wurde. Die Geschübe werden in zwei Versionen unterteilt:
- aufwärts geschoben

Die Platten überlagern sich mit den scharf geschliffenen Kanten (Fürfeilen) nach oben hin.
- abwärts geschoben

Die Platten überlagern sich mit den Kanten nach unten.

## Beschreibung

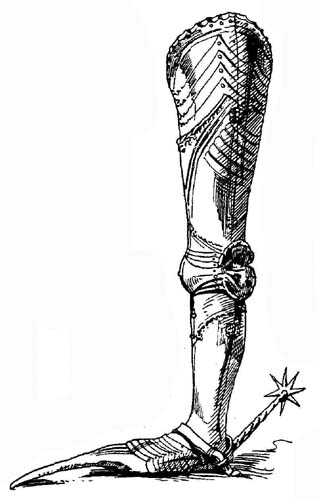
Geschobenes Beinzeug

Die Bauart, ein Rüstungsteil „geschoben“ zu gestalten, entstand etwa im 15. Jahrhundert. Erste Versionen wurden schon früher entwickelt, die aber nicht unter die hier beschriebenen Geschübe fallen. Diese werden als „lederne Geschübe“ bezeichnet und dienten als Polster zwischen zwei überlappenden Rüstungsschienen. Die ab dem 15. Jahrhundert gebräuchlichen Geschübe bezeichnet man als „eiserne Geschübe“. Der Zweck der Entwicklung war, die unbeweglichen Teile einer Plattenrüstung so zu gestalten, dass eine bessere Beweglichkeit für den Träger der Rüstung ermöglicht wurde. Hierbei sollten die Mängel der vorher bestehenden ledernen Geschübe vermieden werden. Der Nachteil dieser früheren Panzerungen war, dass sich die Platten zwar überlappten, aber sich die Platten bei Bewegungen trennten und eine Öffnung darboten, die zum Einstich benutzt werden konnte. Die folgenden Teile wurden geschoben konstruiert: Halsstück der Helme, Nackenschutz, Kinnriemenbefestigung, Ringkragen, Achseln, Armzeug, Beinzeug, Panzerhandschuhe, Hoguine, Tassetten und Eisenschuhe.

## Entstehung

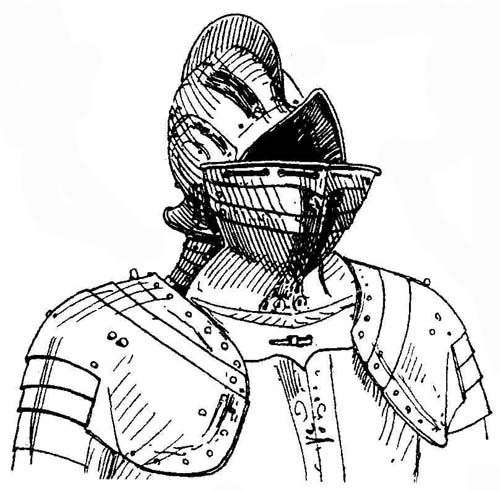
Geschobene Achseln und geschobener Bart

Die ersten Geschübe an Helmen entstanden etwa 1520 an Versionen der Eisenhüte, die von Landsknechtsheeren getragen wurden. Bei diesen bestanden die Befestigungen, an denen die Kinnriemen angebracht wurden, aus kleinen geschobenen Platten. Im 16. Jahrhundert entstand der Ringkragen (Harnischkragen) dessen unterer Rand geschoben wurde, um das Tragen bequemer zu gestalten. Diese Gestaltung erhielt sich an den Ringkragen bis zu dem Zeitpunkt, an dem Rüstungen aufgegeben wurden. An den Burgunderhauben (auch Zischägge) wurde im 16. Jahrhundert der Nackenschutz geschoben. Um 1560, als die Sturmhauben im Gebrauch waren, wurden auch die für diese Helmart nützlichen, das Gesicht schützenden Bärte bei den meisten Versionen ebenfalls geschoben konstruiert.

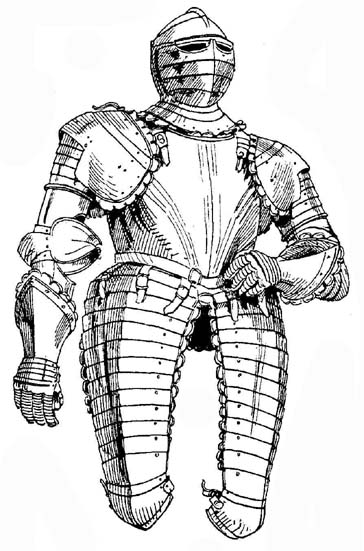
Geschobene „halbe Rüstung“

Das wichtigste Gebiet, an denen die Geschübe benutzt wurden, waren die Rüstungen und deren Teilstücke. An den Achseln sind die Geschübe bereits ab dem 15. Jahrhundert nachweisbar. An den Panzerhandschuhen gab es sie etwa um das 15. Jahrhundert, als bei den Hentzen die Daumenbereiche geschoben wurden, um dem Daumen die nötige Freiheit zum festen Greifen der Waffen zu ermöglichen. Im 16. Jahrhundert waren bereits die gesamten Panzerhandschuhe im Finger-, Daumen- und Handrückenbereich geschoben konstruiert. Den Höhepunkt in der Fertigung der Panzerhandschuhe erreichte man um 1570 als auch die Handinnenfläche geschoben gepanzert war.
An den Harnischen wurden ebenfalls ab dem 15. Jahrhundert Geschübe benutzt. Als Vorbild dienten Krebstiere (lat. Crustacea), woher auch die Bezeichnung „Krebse“ für die ersten geschobenen Brustpanzer stammt. In Italien wurde um 1380 der untere Teil des Lentners durch eine Platte ersetzt, um 1430 bestand er schon aus zwei Platten und bildete, da er aus zwei Teilen überlappend (geschiftet) gefertigt wurde, den ersten geschobenen Brustpanzer. Im 16. Jahrhundert wurden die Oberschenkelpanzer (Tassetten, Beintaschen) beweglich mit dem Brustpanzer verbunden. Diese Tassetten wurde ebenfalls geschoben, um die Beinpanzerung (Beinzeug) beweglicher zu gestalten. Bei den um das 15. Jahrhundert entstehenden ganzen Beinzeugen wurde der geschlossene Oberschenkelpanzer (Dichlinge) bis etwas oberhalb der Knie und um das Kniegelenk herum geschoben. Durch diese Geschübe war die Beinpanzerung sehr beweglich und der Träger konnte fast ohne Einschränkungen gehen und reiten. Diese Bauart hielt sich bis zu den späteren Halb- und Dreiviertelharnischen, bei denen die Oberschenkel- und Unterschenkelpanzer wieder separat gefertigt und angezogen wurden. Die Panzerschuhe wurden in ihrer unterschiedlichen Erscheinungsformen ebenfalls geschoben. Bei den Halb- und Dreiviertelharnischen verlaufen die Beintaschen bis zu den Knien und sind im ganzen geschoben.